# 금산군 (1948년 선거구)
금산군은 대한민국의 옛 국회의원 선거구이다. 당시 전라북도 금산군 지역을 관할했다.

## 역사
제헌 국회의원 선거를 앞두고 금산군 전 지역을 관할하는 선거구로 신설되었다.
1963년 1월, 금산군이 전라북도에서 충청남도로 편입되었다. 이에 제6대 국회의원 선거를 앞두고 충청남도의 선거구로 개편되었다.

## 역대 국회의원
| 선거   | 정당 | 정당               | 의원   |
| ------ | ---- | ------------------ | ------ |
| 1948년 |      | 대한독립촉성국민회 | 정해준 |
| 1950년 |      | 여자국민당         | 임영신 |
| 1954년 |      | 무소속             | 임영신 |
| 1958년 |      | 민주당             | 임영신 |
| 1960년 |      | 민주당             | 임영신 |

## 역대 선거 결과

### 대한민국 제헌 국회의원 선거
|  | 60.95% |

|  | 39.04% |

### 대한민국 제2대 국회의원 선거
|  | 26.81% |

|  | 21.43% |

|  | 10.92% |

|  | 8.75% |

|  | 6.70% |

|  | 6.29% |

|  | 5.92% |

|  | 4.07% |

|  | 2.60% |

|  | 1.76% |

|  | 1.74% |

|  | 1.38% |

|  | 1.00% |

|  | 0.55% |

### 대한민국 제3대 국회의원 선거
|  | 44.38% |

|  | 40.71% |

|  | 8.41% |

|  | 6.48% |

|  | 0% |

### 대한민국 제4대 국회의원 선거
|  | 59.04% |

|  | 40.95% |

### 대한민국 제5대 국회의원 선거
|  | 66.07% |

|  | 20.28% |

|  | 7.88% |

|  | 2.49% |

|  | 1.66% |

|  | 1.59% |